# Kabinett Bijedić I
Das Kabinett Bijedić I wurde am 30. Juli 1971 in der Sozialistische Föderative Republik Jugoslawien (SFRJ) von Džemal Bijedić gebildet. Das Kabinett Bijedić löste das Kabinett Ribičič ab und blieb bis zum 17. Mai 1974 im Amt, woraufhin es vom zweiten Kabinett Bijedić abgelöst wurde. Die Minister waren Mitglieder des Bundes der Kommunisten Jugoslawiens (BdKJ).
Dem Kabinett gehörten folgende Minister (Bundessekretäre) an:
| Ministeramt                                      | Amtsinhaber                            | Beginn der Amtszeit                             | Ende der Amtszeit                              |
| ------------------------------------------------ | -------------------------------------- | ----------------------------------------------- | ---------------------------------------------- |
| Präsident des Bundesexekutivrates                | Džemal Bijedić                         | 30. Juli 1971                                   | 17. Mai 1974                                   |
| Vizepräsident des Bundesexekutivrates            | Jakov Sirotković                       | 30. Juli 1971                                   | 17. Mai 1974                                   |
| Vizepräsident des Bundesexekutivrates            | Anton Vratuša                          | 3. Dezember 1971                                | 17. Mai 1974                                   |
| Mitglied des Bundesexekutivrates                 | Momčilo Cemović                        | 30. Juli 1971                                   | 17. Mai 1974                                   |
| Mitglied des Bundesexekutivrates                 | Dušan Gligorijević                     | 30. Juli 1971                                   | 17. Mai 1974                                   |
| Mitglied des Bundesexekutivrates                 | Trpe Jakovlevski                       | 30. Juli 1971                                   | 17. Mai 1974                                   |
| Mitglied des Bundesexekutivrates                 | Ivo Jerkić                             | 30. Juli 1971                                   | 17. Mai 1974                                   |
| Mitglied des Bundesexekutivrates                 | Borisav Jović                          | 30. Juli 1971                                   | 17. Mai 1974                                   |
| Mitglied des Bundesexekutivrates                 | Mirjana Krstinić                       | 30. Juli 1971                                   | 17. Mai 1974                                   |
| Mitglied des Bundesexekutivrates                 | Emil Ludviger                          | 30. Juli 1971                                   | 12. Juli 1973                                  |
| Mitglied des Bundesexekutivrates                 | Marko Orlandić                         | 30. Juli 1971                                   | 17. Mai 1974                                   |
| Mitglied des Bundesexekutivrates                 | Blagoja Popov                          | 30. Juli 1971                                   | 3. Dezember 1971                               |
| Mitglied des Bundesexekutivrates                 | Nikola Stojanović                      | 30. Juli 1971                                   | 17. Mai 1974                                   |
| Mitglied des Bundesexekutivrates                 | Imer Pula                              | 30. Juli 1971                                   | 17. Mai 1974                                   |
| Mitglied des Bundesexekutivrates                 | Geza Tikvicki                          | 30. Juli 1971                                   | 12. Juli 1973                                  |
| Mitglied des Bundesexekutivrates                 | Blagoja Popov                          | 30. Juli 1971                                   | 3. Dezember 1971                               |
| Mitglied des Bundesexekutivrates                 | Anton Vratuša                          | 30. Juli 1971                                   | 3. Dezember 1971                               |
| Mitglied des Bundesexekutivrates                 | Dragan Milojević                       | 3. Dezember 1971                                | 17. Mai 1974                                   |
| Auswärtige Angelegenheiten                       | Mirko Tepavac Jakša Petrić Miloš Minić | 30. Juli 1971 1. November 1972 5. Dezember 1972 | 1. November 1972 5. Dezember 1972 17. Mai 1974 |
| Nationale Verteidigung                           | Nikola Ljubičić                        | 30. Juli 1971                                   | 17. Mai 1974                                   |
| Finanzen                                         | Janko Smole                            | 30. Juli 1971                                   | 17. Mai 1974                                   |
| Wirtschaft                                       | Boško Dimitrijević                     | 30. Juli 1971                                   | 17. Mai 1974                                   |
| Außenhandel                                      | Muhamed Hadžić Emil Ludviger           | 30. Juli 1971 12. Juli 1973                     | 12. Juli 1973 17. Mai 1974                     |
| Arbeit und Sozialpolitik                         | Vuko Dragašević                        | 30. Juli 1971                                   | 17. Mai 1974                                   |
| Innere Angelegenheiten                           | Džemal Bijedić Luka Banović            | 30. Juli 1971 3. Dezember 1971                  | 3. Dezember 1971 17. Mai 1974                  |
| Justiz und Allgemeine Verwaltungsangelegenheiten | Boris Šnuderl Mugbil Bejzat            | 30. Juli 1971 3. Dezember 1971                  | 3. Dezember 1971 17. Mai 1974                  |
| Landwirtschaft                                   | Ivo Kuštrak                            | 3. Dezember 1971                                | 17. Mai 1974                                   |
| Transport und Kommunikation                      | Blagoja Popov                          | 3. Dezember 1971                                | 17. Mai 1974                                   |
| Bundessekretär für den Bundesexekutivrat         | Ivan Franko                            | 3. Dezember 1971                                | 17. Mai 1974                                   |